# Im Yoon-a
Im Yoon-a (임윤아?, Im Yun-aLR; Distretto di Yeongdeungpo, 30 maggio 1990) è una cantante e attrice sudcoreana., membro del girl group Girls' Generation dalla formazione nel 2007.

## Biografia
Im Yoon-a nasce il 30 maggio 1990 a Seul, Corea del Sud. La famiglia è formata dal padre e da una sorella maggiore. Durante l'infanzia, ascoltando il gruppo femminile S.E.S, sogna di diventare una cantante e, nel 2002, passa le audizioni aperte della S.M. Entertainment, allenandosi per cinque anni in canto, ballo e recitazione. Intanto, compare in alcuni video musicali e pubblicità, come il video di Magic Castle dei TVXQ nel 2005. Si è diplomata alla Daeyoung High School nel 2009 e laureata in Teatro e Cinema alla Dongguk University a febbraio 2015, dalla quale ha ricevuto un premio alla carriera.

## Carriera
Im Yoon-a debutta come cantante e ballerina ad agosto 2007 nel gruppo femminile Girls' Generation, del quale è il volto. Parallelamente debutta anche come attrice con un piccolo ruolo nel drama coreano 9hoemal 2 out e nel 2008 fa un cameo in Cheonha-ilsaek Park Jeong-geum.
A maggio 2008 ottiene il primo ruolo da protagonista in Neoneun nae unmyeong nel ruolo di Jang Sae-byuk. Partito con un indice di ascolto del 23,4%, alcuni episodi seguenti raggiungono il 41,5%. Per questo drama Im Yoo-na ha vinto molti premi, tra cui due "Miglior nuova attrice" ai KBS Drama Awards 2008 e ai Baeksang Arts Awards. Nel 2009 prende parte al drama Cinderella Man con Kwon Sang-woo, mentre nel 2010 appare in un episodio del varietà Family ga tteotda, diventando membro del cast fisso nella seconda stagione, che va in onda da febbraio a luglio dello stesso anno.
A marzo 2012 torna nel drama Sarangbi, nel quale interpreta due personaggi, Kim Yoon-hee negli anni Settanta e sua figlia Ha-na nel presente. Nonostante la serie non abbia avuto un grande successo in patria, la recitazione di Im Yoo-na ha ricevuto commenti positivi: Yoon Ga-ee di OSEN ha scritto "La velocità a cui la sua recitazione sta migliorando è accecante. È maturata al punto che ti chiedi 'Quando è diventata così brava?'". A dicembre 2013 è con Lee Beom-soo nella commedia romantica per KBS2 Chongni-wa na, per cui vince il premio all'eccellenza ai KBS Drama Awards. Nel 2014 viene scelta inizialmente per interpretare la protagonista nel drama Nae-il do cantabile, ma rifiuta per partecipare al film romantico sino-coreano Jja-ijji-aen A-ni. Dal 3 gennaio 2015 gira il drama cinese Wushen Zhao Zilong, che narra la vita di Zhao Yun.

## Discografia

### Extended play
- 2016 – Blossom
- 2019 – A Walk to Remember

### Singoli
- 2008 – Haptic Motion (con Jessica, Tiffany e TVXQ )
- 2010 – Innisfree Day
- 2016 – Amazing Grace (per la colonna sonora di The K2)[25]
- 2016 – Deoksugung Stonewall Walkway (con 10cm)
- 2017 – When The Wind Blows
- 2018 – To You (Lee Sang-soon feat. Im Yoon-a)
- 2019 – Summer Night (con 20 Years of Age)

## Filmografia

### Cinema
- I AM. (아이엠), regia di Choi Jin-sung (2012)[26]
- SMTown: The Stage, regia di Bae Sung-sang (2015)[27]
- Gongjo (공조), regia di Kim Sung-hoon (2017)[28]
- Exit (엑시트), regia di Lee Sang-geun (2019)[29]
- Miracle (기적), regia di Lee Jang-hoon (2021)[30]
- Happy New Year (해피 뉴 이어), regia di Kwak Jae-yong (2021)
- Gongjo 2: International, regia di Lee Seok-hoon[31]

### Televisione
- 9hoemal 2 out (9회말 2아웃) – serie TV, episodi 3-8, 13, 15-16 (2007)[32]
- Motmallineun gyeolhon – serie TV, episodio 64 (2008)
- Cheonha-ilsaek Bak Jeong-geum (천하일색 박정금) – serie TV, episodi 19-20, 23 (2008)[33]
- Unmyeongcheoreom neol saranghae (너는 내 운명) – serie TV (2008-2009)[34]
- Cinderella Man (신데렐라 맨) – serie TV (2009)[35]
- Family-ga tteotda 2 (패밀리가 떴다 2) – programma televisivo (2010)
- Sarangbi (사랑비) – serie TV (2012)[36]
- Chongni-wa na (총리와 나) – serie TV (2013-2014)[37]
- Summer Love (썸머 러브) – serie TV (2015)
- Cheo-eum-iraseo (처음이라서) – serie TV, episodio 1 (2015) – cameo[38]
- God of War, Zhao Yun (武神赵子龙) – serie TV (2016)[39]
- The K2 (더 케이투) – serie TV (2016)[40]
- Wang-eun saranghanda (왕은 사랑한다) – serie TV (2017)[41]
- Hyorine minbak 2 (효리네 민박 2) – programma televisivo (2018)
- Hush (허쉬) – serie TV (2020-2021)[42]
- Big Mouth (빅마우스?, Bik ma-useuLR) – serie TV (2022)
- King the Land - Un sorriso sincero (킹더랜드?) – serie TV (2023)

## Videografia
Oltre che nei videoclip delle Girls' Generation, Im Yoo-na è apparsa anche nei seguenti video:
- 2004 – Magic Castle dei TVXQ
- 2006 – U dei Super Junior
- 2006 – My Everything delle The Grace
- 2007 – Marry U dei Super Junior
- 2008 – Propose di Lee Seung-cheol
- 2008 – Haptic Motion
- 2009 – That Guy's Woman di 24/7
- 2010 – Caribbean Bay
- 2011 – Replay (Japanese Ver.) degli SHINee

## Riconoscimenti
| Anno | Premio                                       | Categoria | Opera                | Risultato       |
| ---- | -------------------------------------------- | --- | -------------------- | --------------- |
| 2008 | Korea Drama Awards                           | Premio popolarità degli internauti                                                                                                 | Neoneun nae unmyeong | Vincitore/trice |
| 2008 | KBS Drama Awards                             | Miglior nuova attrice | Neoneun nae unmyeong | Vincitore/trice |
| 2008 | KBS Drama Awards                             | Premio degli internauti | Neoneun nae unmyeong | Vincitore/trice |
| 2009 | Baeksang Arts Awards                         | Miglior nuova attrice (TV) | Neoneun nae unmyeong | Vincitore/trice |
| 2009 | Baeksang Arts Awards                         | Attrice più popolare (TV) | Neoneun nae unmyeong | Vincitore/trice |
| 2010 | Baeksang Arts Awards                         | Attrice più popolare (TV) | Cinderella Man       | Vincitore/trice |
| 2012 | Mnet 20's Choice Awards                      | Stelle ventenni dei drama, donne                                                                                                   | Sarangbi             | Candidato/a     |
| 2012 | KBS Drama Awards                             | Premio all'eccellenza, attrice in una miniserie                                                                                    | Sarangbi             | Candidato/a     |
| 2012 | KBS Drama Awards                             | Premio degli internauti | Sarangbi             | Vincitore/trice |
| 2013 | Baeksang Arts Awards                         | Attrice più popolare (TV) | Sarangbi             | Candidato/a     |
| 2013 | KBS Drama Awards                             | Premio all'eccellenza, attrice in una miniserie                                                                                    | Chongni-wa na        | Vincitore/trice |
| 2013 | KBS Drama Awards                             | Premio miglior coppia con Lee Beom-soo                                                                                             | Chongni-wa na        | Vincitore/trice |
| 2013 | KBS Drama Awards                             | Premio degli internauti | Chongni-wa na        | Candidato/a     |
| 2014 | Baeksang Arts Awards                         | Attrice più popolare (TV) | Chongni-wa na        | Candidato/a     |
| 2014 | Seoul International Youth Film Festival      | Miglior giovane attrice | Chongni-wa na        | Candidato/a     |
| 2016 | Asia Artist Award                            | Asia Star Award, attrice | The K2               | Vincitore/trice |
| 2016 | Asia Artist Award                            | Attrice più popolare | Im Yoon-ah           | Vincitore/trice |
| 2017 | Asian TV Drama Conference                    | Premio speciale di riconoscimento per il contributo allo scambio culturale asiatico                                                | God of War, Zhao Yun | Vincitore/trice |
| 2017 | Baeksang Arts Awards                         | Miglior nuova attrice (Film) | Gongjo               | Candidato/a     |
| 2017 | Baeksang Arts Awards                         | Attrice più popolare (Film) | Gongjo               | Vincitore/trice |
| 2017 | Blue Dragon Film Awards                      | Miglior nuova attrice | Gongjo               | Candidato/a     |
| 2017 | Busan International Film Festival            | Marie Clair Asia Star Awards: Rising Star Award                                                                                    | Gongjo               | Vincitore/trice |
| 2017 | Elle Style Awards Korea                      | K-style icona | Im Yoon-ah           | Vincitore/trice |
| 2017 | Grand Bell Awards                            | Miglior nuova attrice | Gongjo               | Candidato/a     |
| 2017 | Korea Drama Awards                           | Top excellence award, attrice | Wang-eun saranghanda | Candidato/a     |
| 2017 | Marianas International Film Festival         | Migliore attriceasiatica popolare                                                                                                  | Gongjo               | Vincitore/trice |
| 2017 | MBC Drama Awards                             | Top excelence award, Miglior attrice in un drama lunedi – martedTop Excellence Award, Miglior attrice in un Drama Lunedi – Martedì | Wang-eun saranghanda | Candidato/a     |
| 2017 | MBC Drama Awards                             | Premio di pupolarità, attrice | Wang-eun saranghanda | Candidato/a     |
| 2017 | The Seoul Awards                             | Miglior nuova attrice (Film) | Gongjo               | Candidato/a     |
| 2017 | The Seoul Awards                             | Premio di pupolarità, attrice | Gongjo               | Vincitore/trice |
| 2018 | Asian Artist Awards                          | Premio di tendenza | Im Yoon-ah           | Vincitore/trice |
| 2018 | Asian Film Awards                            | Miglior esordiente | Gongjo               | Candidato/a     |
| 2018 | Asian Film Awards                            | AFA Next Generation Award | Gongjo               | Vincitore/trice |
| 2018 | International Film Festival and Awards Macao | Ambasciatrice di talenti | Im Yoon-ah           | Vincitore/trice |
| 2018 | University Film Festival of Korea            | Miglior attrice | Gongjo               | Vincitore/trice |
| 2018 | Soompi Awards                                | Attrice dell'anno | Wang-eun saranghanda | Vincitore/trice |
| 2019 | Asia Artist Awards                           | Miglior artista, attrice (film) | Exit                 | Vincitore/trice |
| 2019 | Asia Artist Awards                           | Miglior artista sociale, attrice                                                                                                   | Im Yoon-ah           | Vincitore/trice |
| 2019 | Blue Dragon Film Awards                      | Miglior attrice | Exit                 | Candidato/a     |
| 2019 | Blue Dragon Film Awards                      | Popolare star award | Exit                 | Vincitore/trice |
| 2019 | Buil Film Awards                             | Attrice più popolare | Exit                 | Vincitore/trice |
| 2019 | International Film Festival and Awards Macao | Stelle asiatiche su prossimo premio                                                                                                | Exit                 | Vincitore/trice |
| 2019 | Women in Film Korea Festival                 | Miglior nuova attrice | Exit                 | Vincitore/trice |
| 2020 | Chunsa Film Art Awards                       | Miglior attrice | Exit                 | Candidato/a     |